# Александровка (Вікуловський район)
Алекса́ндровка (рос. Александровка) — присілок у складі Вікуловського району Тюменської області, Росія.
Населення — 4 особи (2010, 9 у 2002).
Національний склад станом на 2002 рік:
- росіяни — 89 %